# Zjednoczenie Chrześcijańsko-Narodowe
Die Zjednoczenie Chrześcijańsko-Narodowe (deutsch Christlich-Nationale Vereinigung, auch sinngemäß als Christlich-Nationale Union übersetzt), kurz ZChN, war eine von 1989 bis 2010 existierende nationalkonservativ und klerikal gesinnte politische Partei in Polen.

## Politische Ausrichtung
ZChN war eine rechts-religiöse, nationalistische und christlich-wertkonservative Partei. Sie forderte eine weitgehende Auflösung der Trennung von Staat und Kirche sowie eine priorisierte Verankerung der römisch-katholischen Kirche im polnischen Staatswesen. Zu ihrem Programm, das sich stets auf das Naturrecht berief, gehörten neben dem stringenten Abtreibungsverbot, der Wiedereinführung bzw. später der Ausweitung des Religionsunterrichts in den Schulen und Kindergärten und dem Pornographieverbot auch das gesamte Spektrum der katholischen Soziallehre. Deshalb forderte ZChN steuerliche Vorteile für kinderreiche Familien und den kostenlosen Bildungszugang, weniger zur Erhöhung der Chancengleichheit als zur volksweiten Erziehung und Werteprägung. ZChN trat für einen starken Nationalstaat und die Erhöhung der inneren Sicherheit ein. Als eine dezidiert antikommunistische Partei forderte sie den ausnahmslosen Ausschluss ehemaliger Mitglieder der PVAP sowie der staatlichen Sicherheitsorgane aus der Teilnahme an der Öffentlichkeit. Wirtschaftspolitisch machte sich ZChN für einen staatlichen Protektionismus zugunsten der einheimischen Mittelstands- und insbesondere Kleinunternehmen stark und unterstützte die Restitutionsbestrebungen der nach 1945 enteigneten Eigentümer polnischer Nationalität. Hingegen protestierte sie gegen den Verkauf staatlicher Unternehmen an ausländische Kapitalgeber.

## Geschichte
Die Zjednoczenie Chrześcijańsko-Narodowe wurde am 28. Oktober 1989 aus dem Zusammenschluss mehrerer regionaler Vereine gegründet und im Folgejahr als politische Partei registriert. Sie stand in der Tradition der Vorkriegsparteien Narodowa Demokracja und Christlicher Bund der Nationaleinheit. Bereits im Januar 1991 entsandte sie zum Kabinett Bielecki ihren Vorsitzenden Wiesław Chrzanowski als Justizminister. In den Parlamentswahlen 1991 war sie Mitglied der Wahlliste Wyborcza Akcja Katolicka und erlangte 49 der 460 Abgeordneten- sowie 9 der 100 Senatorensitze. In der Folge war sie Mitglied zweier Regierungskoalitionen: 1991 bis 1992 stellte sie Minister im Kabinett Olszewski sowie 1992 bis 1993 im Kabinett Suchocka. Zudem war der Parteivorsitzende Chrzanowski 1991 bis 1993 Sejmmarschall.
Am 5. Juni 1992 nach einem auf Bestreben von ZChN zustande gekommenen Beschluss veröffentlichte Innenminister und ZChN-Mitglied Antoni Macierewicz eine Liste der angeblich mit dem früheren Sicherheitsdienst SB kooperierenden Politiker. Neben dem Staatspräsidenten Lech Wałęsa enthielt sie auch den Namen des Parteivorsitzenden und Sejmmarschalls Chrzanowski. In der Folge kam es zum Zusammenbruch des Kabinetts Olszewski. Am 19. Juli 1992 wurde Macierewicz aus der Partei ausgeschlossen. Die meisten der Kollaboration bezichtigten Personen wurden erst Jahre später von den Vorwürfen freigesprochen.
In den Neuwahlen 1993, für die erstmals eine Sperrklausel in Höhe von 5 % der abgegebenen Stimmen für Parteien und 8 % für gemeinsame Wahllisten mehrerer Parteien galt, verpasste ZChN als Mitglied der Liste Katolicki Komitet Wyborczy „Ojczyzna“ den Einzug in das Unterhaus (Sejm) und erlangte nur einen direkt gewählten Sitz im Senat. Bei der Präsidentschaftswahl 1995 unterstützte die ZChN unter dem neuen Vorsitzenden Ryszard Czarnecki zunächst die christdemokratische Nationalbankpräsidentin Hanna Gronkiewicz-Waltz, um kurz vor der Wahl die Wahlempfehlung für den Amtsträger Wałęsa auszusprechen.
Der Wiedereinzug ins Sejm mit 25 Mandaten für ZChN gelang bei der Wahl 1997 aus der gemeinsamen Liste der bürgerlichen Parteien Akcja Wyborcza Solidarność (AWS), gleichzeitig führte die Partei drei Vertreter in den Senat ein. Sie unterstützte in dieser Legislaturperiode das Kabinett Buzek. Ihr Profil wurde insgesamt moderater, insbesondere stimmte sie nun einer eingeschränkten europäischen Integration zu. Aus Protest gegen die europafreundliche Politik der Regierung und die Gebietsreform verließ jedoch 1999 eine Gruppe von Abgeordneten um Jan Łopuszański die Partei. Die Gesetzesinitiative der ZChN zum Verbot pornographischer Schriften im Jahre 2000 scheiterte, durch die in diesem Zusammenhang geführte Diskussion wurde jedoch die breite Öffentlichkeit auf die Partei nochmal aufmerksam.
Schlechte Umfragewerte der Koalition AWS sowie innere Konflikte trugen dazu bei, dass gegen 2000/2001 zahlreiche Abgeordnete und Funktionäre der ZChN in die neu gegründeten Parteien wie Prawo i Sprawiedliwość und Liga Polskich Rodzin übergingen. Bedingt durch diesen Umstand sowie den abermals verpassten Einzug ins Parlament 2001 mit dem AWS-Wahlvorschlag wurde ZChN zu einer weitgehend politisch unbedeutenden Kleinpartei. Letzte Achtungserfolge erzielte sie in den Lokalwahlen 2002, als in den Großstädten Łódź (Jerzy Kropiwnicki) und Białystok (Ryszard Tur) ihre Vertreter in einer Direktwahl zu Stadtpräsidenten (Oberbürgermeister) gewählt wurden.
Der Einbruch der Mitgliederzahlen und fehlende staatliche Finanzierung führten 2002 dazu, dass die Partei in finanzielle Schwierigkeiten geriet und nach der Nichtannahme des Rechenschaftsberichts aus dem Parteienregister gestrichen wurde. Im gleichen Jahr wurde sie neu registriert, um 2006 abermals aus dem gleichen Grund formal liquidiert zu werden. Parallel wurde sie als eingetragener Verein weitergeführt. Auch der letzten Wiedergründung der Partei 2008 gelang kein nachhaltiger Erfolg, denn im Januar 2010 wurde sie mangels nachvollziehbaren Rechenschaftsberichts endgültig von Amts wegen aus dem Register getilgt.
Ehemalige ZChN-Aktivisten waren später im breiten Spektrum der politischen Mitte- und Rechtsparteien vertreten, so neben Prawo i Sprawiedliwość (Antoni Macierewicz, Ryszard Czarnecki), Prawica Rzeczypospolitej (Marek Jurek) und Solidarna Polska (Jacek Kurski) auch in der Platforma Obywatelska (Stefan Niesiołowski, Michał Kamiński).

### Parteivorsitzende

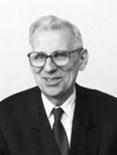
Wiesław Chrzanowski
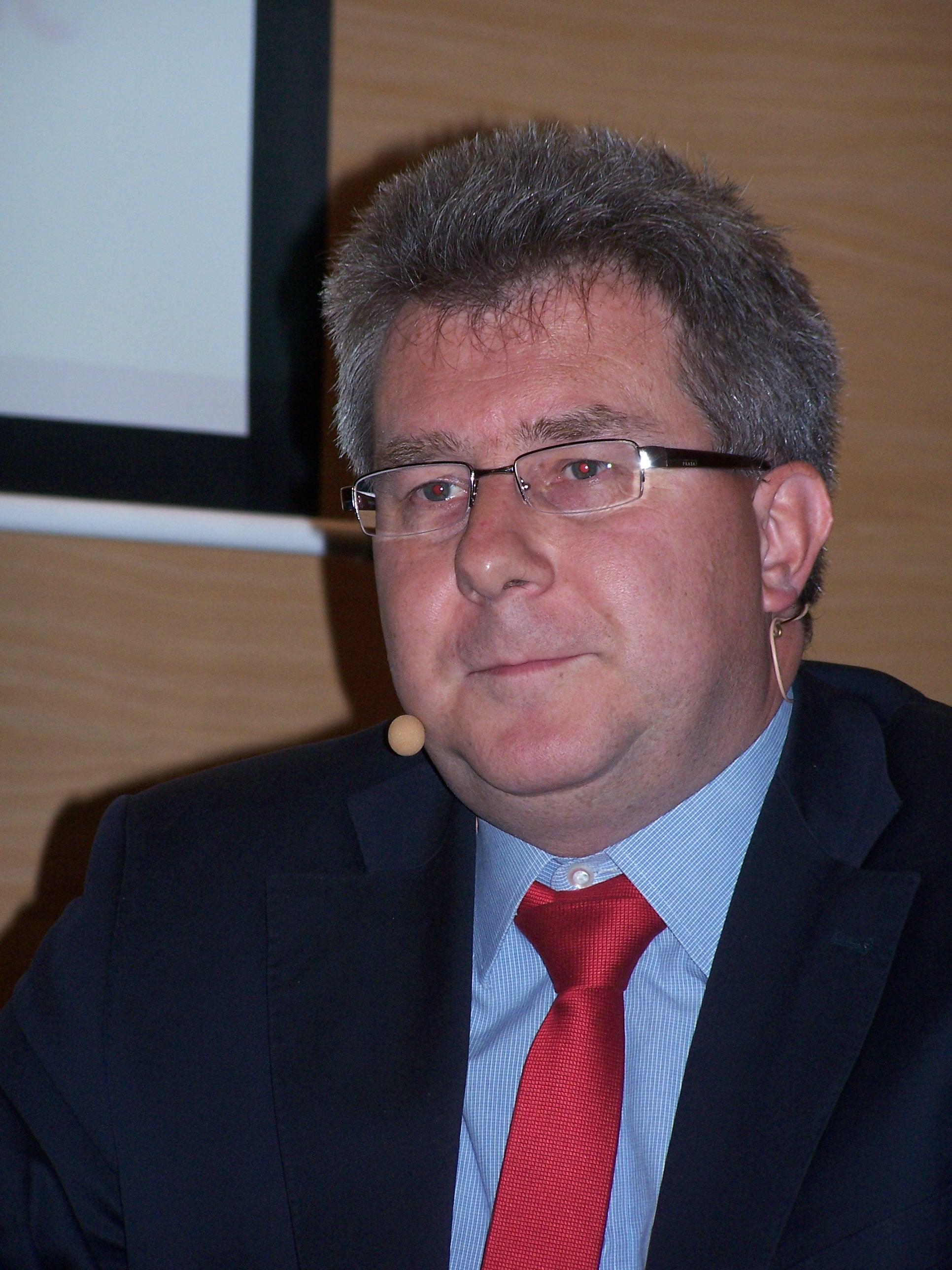
Ryszard Czarnecki
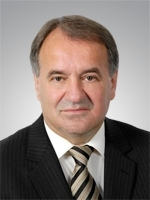
Stanisław Zając
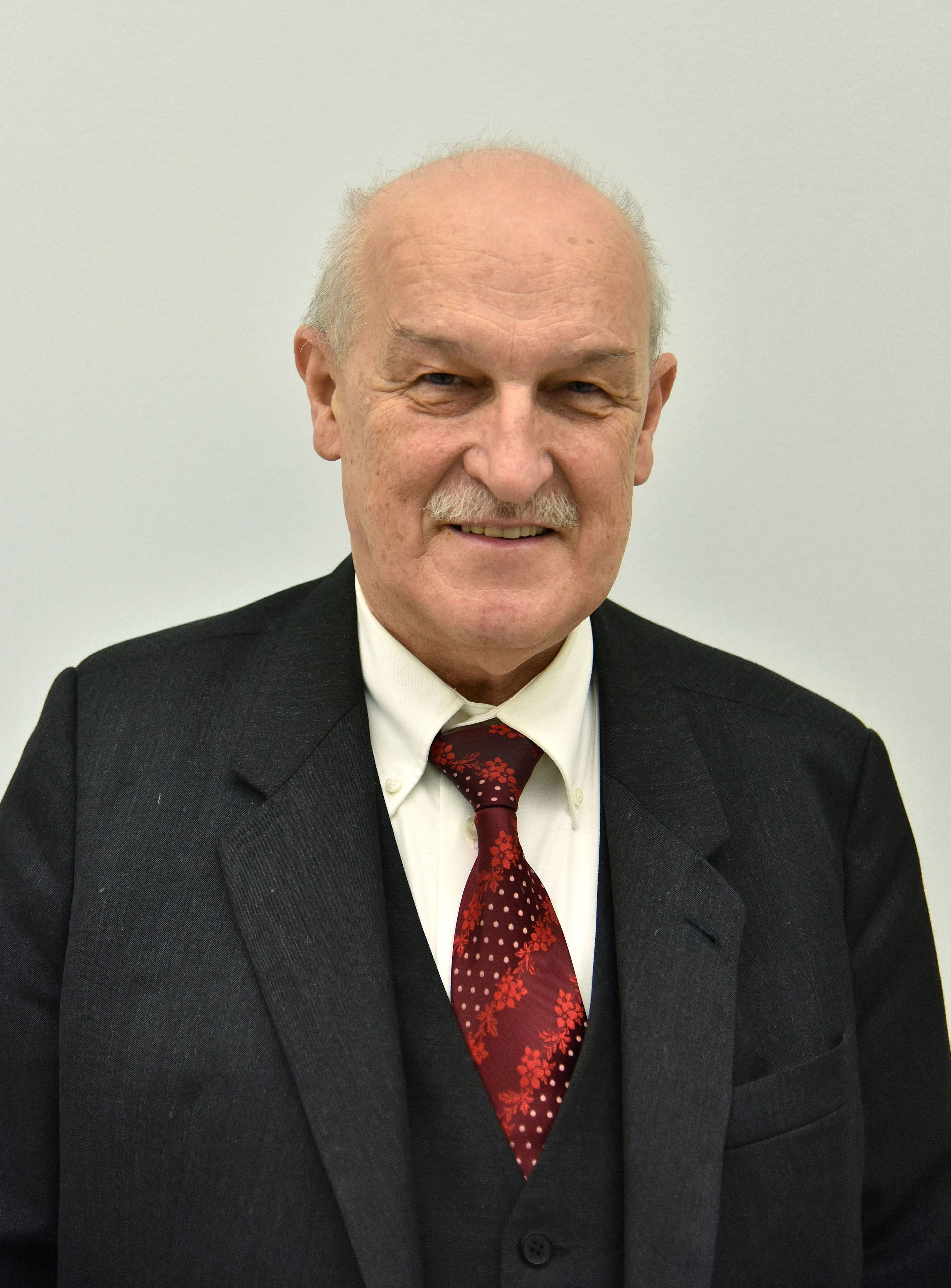
Jerzy Kropiwnicki

- 1989–1994: Wiesław Chrzanowski
- 1995–1996: Ryszard Czarnecki
- 1996–2001: Marian Piłka
- 2001–2002: Stanisław Zając
- 2002–2006: Jerzy Kropiwnicki
- 2006–2009: Jacek Szczot
- 2009–2010: Marian Papis

## Gesellschaftlicher Einfluss
Mehrere Postulate der Zjednoczenie Chrześcijańsko-Narodowe wurden in der polnischen Gesetzgebung umgesetzt, so das Abtreibungsverbot (das jedoch in einer abgeschwächten Version eingeführt wurde), der Religionsunterricht in der Schule und im Kindergarten sowie das Konkordat und die Gleichstellung der kirchlich-katholischen Eheschließung mit der Zivilehe. Hingegen scheiterte die auf Protektionismus gerichtete Wirtschaftspolitik der ZChN weitgehend.
Durch ihr radikales Auftreten hob sich die Zjednoczenie Chrześcijańsko-Narodowe von einem halben Dutzend der 1991 bis 1993 im Parlament vertretenen nationalistischen und christlich-demokratischen Parteien hervor. Sie wurde allgemein als Sinnbild des katholischen Fundamentalismus bekannt. 1992 veröffentlichte die Satire-Punk-Band um den Songwriter und späteren Politiker Paweł Kukiz Piersi (Die Busen) das Lied „ZChN zbliża się“ („ZChN rückt heran“). Der Text des Liedes thematisierte jedoch die Habgier und Arroganz des katholischen Klerus, also die durch die Partei vermeintlich bevorzugten gesellschaftlichen Zustände und nicht die Partei selbst.
Der hohe Bekanntheitsgrad der Partei in den 1990ern hat dazu geführt, dass das Substantiv ZChN-owiec (etwa ZChNler) als saloppe Bezeichnung eines ZChN-Mitglieds Einzug in Wörterbücher erfahren hat.